# بتسیگاو
بتسیگاو (به آلمانی: Betzigau) یک شهر در آلمان است که در ابرالاگوی واقع شده‌است. بتسیگاو ۲٬۷۷۵ نفر جمعیت دارد.